# Distrito de Malappuram
Malappuram (en malayalam; മലപ്പുറം ജില്ല) es un distrito de India, en el estado de Kerala. 
Comprende una superficie de 3 550 km².
El centro administrativo es la ciudad de Malappuram.

## etimología
La palabra Malappuram significa "lugar en terrazas en lo alto de las colinas" o simplemente "cima de una colina", derivado de las características geográficas generales de la ciudad.

## History
Malappuram fue un cuartel general militar y administrativo desde la antigüedad, aunque apenas se ve registrada parte de la historia antigua de la ciudad. Sin embargo, hay algunas reliquias prehistóricas, particularmente cuevas excavadas en la roca que se encuentran en algunas partes de la ciudad como Oorakam, Melmuri, Ponmala, Vengara, etc. que manifiestan la población. La localidad nombrada como Valiyangadi, Kootilangadi, Pallipuram, etc. apunta a la historia budista jainista de Malappuram. En particular, el Templo Jain de 1500 años de antigüedad por encima del nivel del mar de 2000 pies en Oorakam Hill of Malappuram, sin duda, demuestra lo mismo. Durante el período Sangam, Eranadan Malappuram estuvo bajo el Imperio Chera. Lugares como Pattar Kadav, Panakkad, etc. posiblemente se desarrollaron a partir de que Pattars y Panars vivieron allí. Pero no hay más detalles disponibles sobre la vida y la cultura de las personas durante la era Sangam o en la era posterior a Sangam.
Eranad estaba gobernado por un clan Samanthan Nair conocido como Eradis, similar a los Vellodis de la vecina Valluvanad y Nedungadis de Nedunganad. Los gobernantes de Eranad eran conocidos por el título Eralppad/Eradi. Las reliquias arqueológicas encontradas en Malappuram también incluyen los restos de palacios de la rama oriental del reinado de Zamorin. Malappuram fue el cuartel general militar de Zamorin en la región de Eranad. Los Zamorins dominaron Malappuram y su jefe Para Nambi, gobernaron el área en los primeros días con sede en Downhill (Kottappadi), Malappuram. Los detalles de los gobernantes del antiguo Malappuram, que fueron los antepasados de Zamorins posteriores, figuran en las placas de cobre judías de Bhaskara Ravi Varman (1000 d. C.) y en las placas de cobre Kottayam de Veera Raghava Chakravarthy (1225 d. C.). La historia posterior de la ciudad se entrelaza con la historia del gobierno de Zamorin.
Durante la era colonial, Malappuram fue el cuartel general de las tropas europeas y británicas y luego se convirtió en el cuartel general de la Policía Especial de Malabar (MSP), anteriormente conocida como Fuerza Especial de Malappuram formada en 1885. Los británicos establecieron Haigh Barracks en la cima de la colina de Malappuram. , en la orilla del río Kadalundi para estacionar sus fuerzas, donde una vez Tipu tuvo un fuerte. Main Barracks ahora se ha convertido en la sede de la administración del distrito como Civil Station, Malappuram. Malappuram fue la sede de una de las cinco divisiones de ingresos del antiguo distrito de Malabar, las otras estaban en Thalassery, Kozhikode, Palakkad y Fort Cochin. Aparte de la Junta de Distrito de Calicut, la Junta de Malappuram Taluk fue una de las juntas locales constituidas para gestionar los asuntos en el Distrito de Malabar junto con Thalassery, Palakkad y Mananthavady (Wayanad) con jurisdicción correspondiente a los cargos divisionales de los mismos nombres. La inscripción del tablero Malappuram Taluk todavía se puede ver en la pared de uno de los pozos restantes construidos en 1916, hace más de 100 años en Valiyangadi en la ciudad. Las oficinas del Magistrado de Ingresos de la División y el Superintendente Asistente de Policía del distrito de Malabar estaban ubicadas en Malappuram.

## Demografía
Según censo 2011 contaba con una población total de 4 110 956 habitantes.